# Quai des Bateliers
Le quai des Bateliers est un quai du centre de la ville de Strasbourg, en France.

## Situation et accès
Cette voie de circulation est située dans le quartier de la Krutenau, qui est englobé dans le quartier Bourse - Esplanade - Krutenau.
D'une longueur de 530 m, elle est le prolongement du quai Saint-Nicolas et débute place du Corbeau. Elle se termine au niveau du pont Saint-Guillaume en devenant le quai des Pêcheurs.

Le quai se trouve sur la rive droite de l'Ill, juste en face du Palais Rohan situé sur la Grande Île.
Les arrêts de bus Corbeau et Bateliers de la ligne 10 se trouvent sur le quai. Depuis 2019, les quais sont devenus une zone de rencontre et l'entrée des véhicules est limitée par des bornes escamotables.

## Origine du nom
Il doit son nom aux bateliers qui y étaient installés.

## Historique
Le nom de « Der Nidere Staden », qui veut dire « le quai du bas », représente dès 1438 l'ensemble actuellement formé par le quai des Pêcheurs et le quai des Bateliers. Ils sont séparés vers 1500. La partie en amont de l'Ill garde ce nom jusqu'en 1792. Cette partie est renommée « quai des Bateliers », puis « quai du 23 Thermidor » en 1794 et « quai du Bois » (Holzstaden) en 1803, car on y déchargeait et vendait du bois de chauffage.
En 1872 après l'annexion de l'Alsace-Lorraine il prend le nom de « Schiffleutenstaden » avant de reprendre en 1918, le nom de « quai des Bateliers », redevenir durant l'occupation « Schiffleutenstaden » et reprendre le nom de « quai des Bateliers » à la Libération
Après la démolition de quatre maisons, situées au bord de l'eau, par les bombardements de 1944, le quai des Bateliers se poursuit  jusqu'à la place du Corbeau.

## Bâtiments remarquables et lieux de mémoire
Sur ce quai se trouvent de très belles maisons du XVIe au XVIIIe siècle, à colombages, à encorbellement ou encore à oriel, dont certaines font l'objet d'un classement ou d'une inscription au titre des monuments historiques.

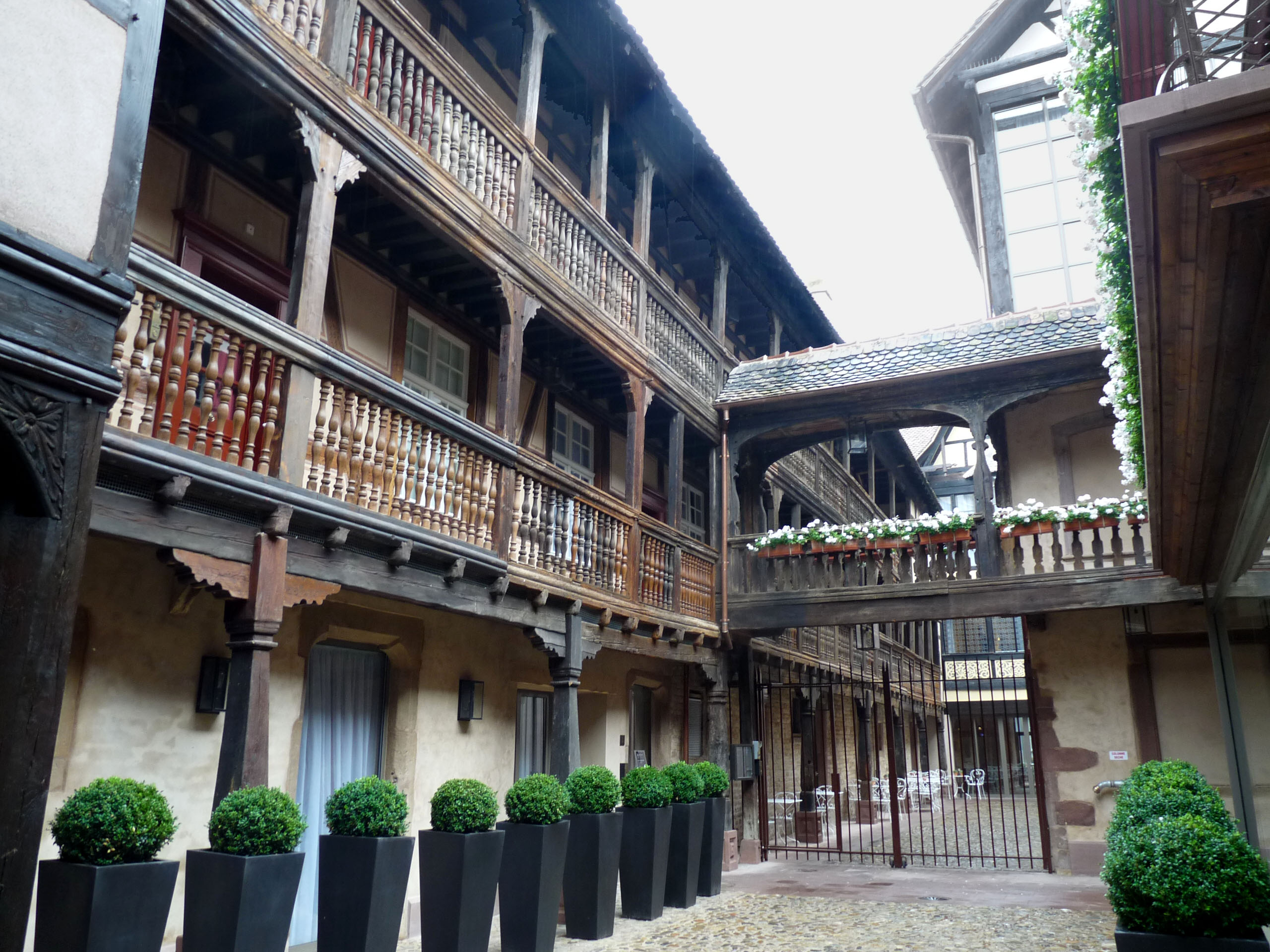
L'hôtel du Corbeau, Classé MH (1930)
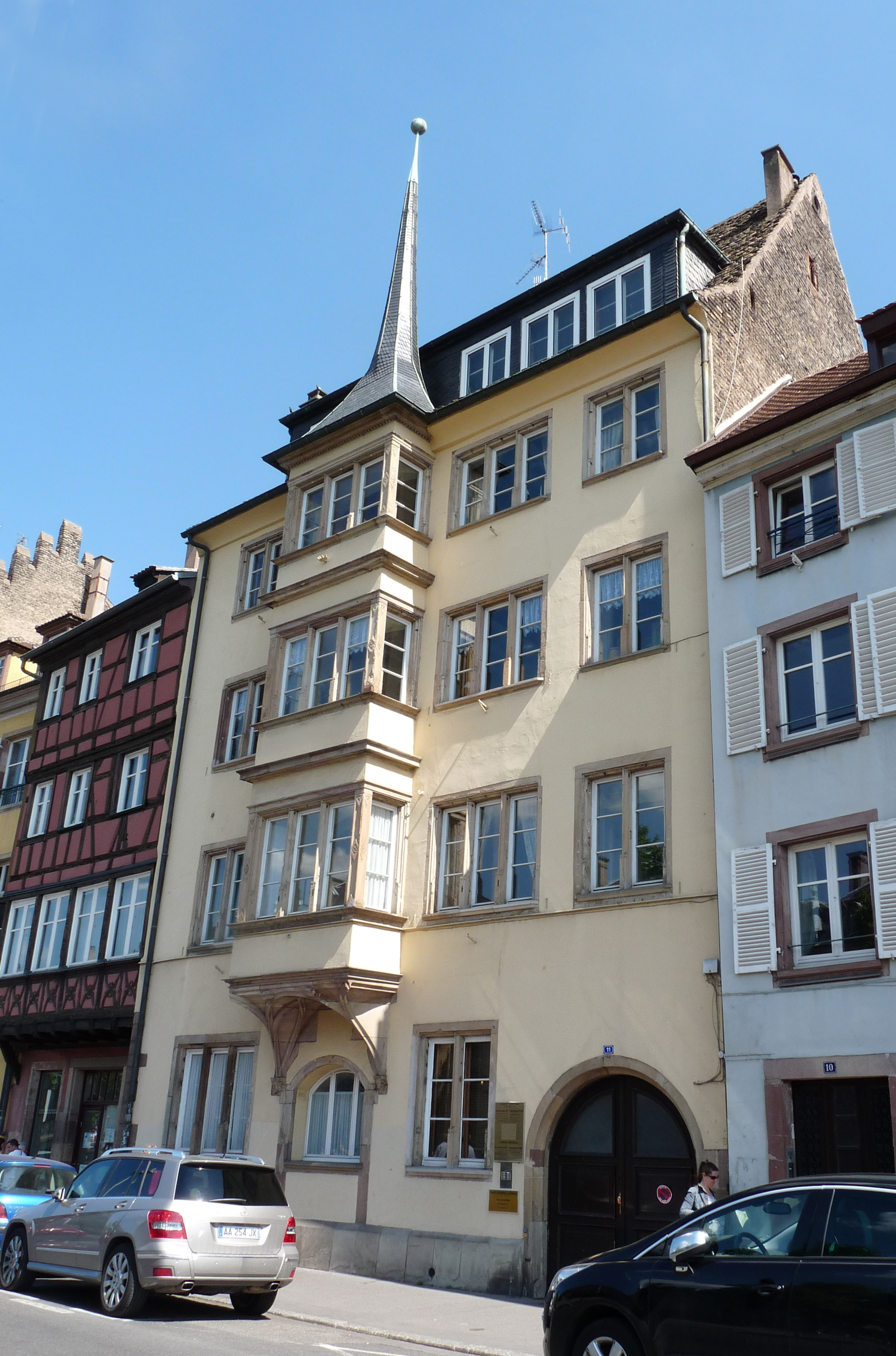
Immeuble au no 11, Inscrit MH (1997)
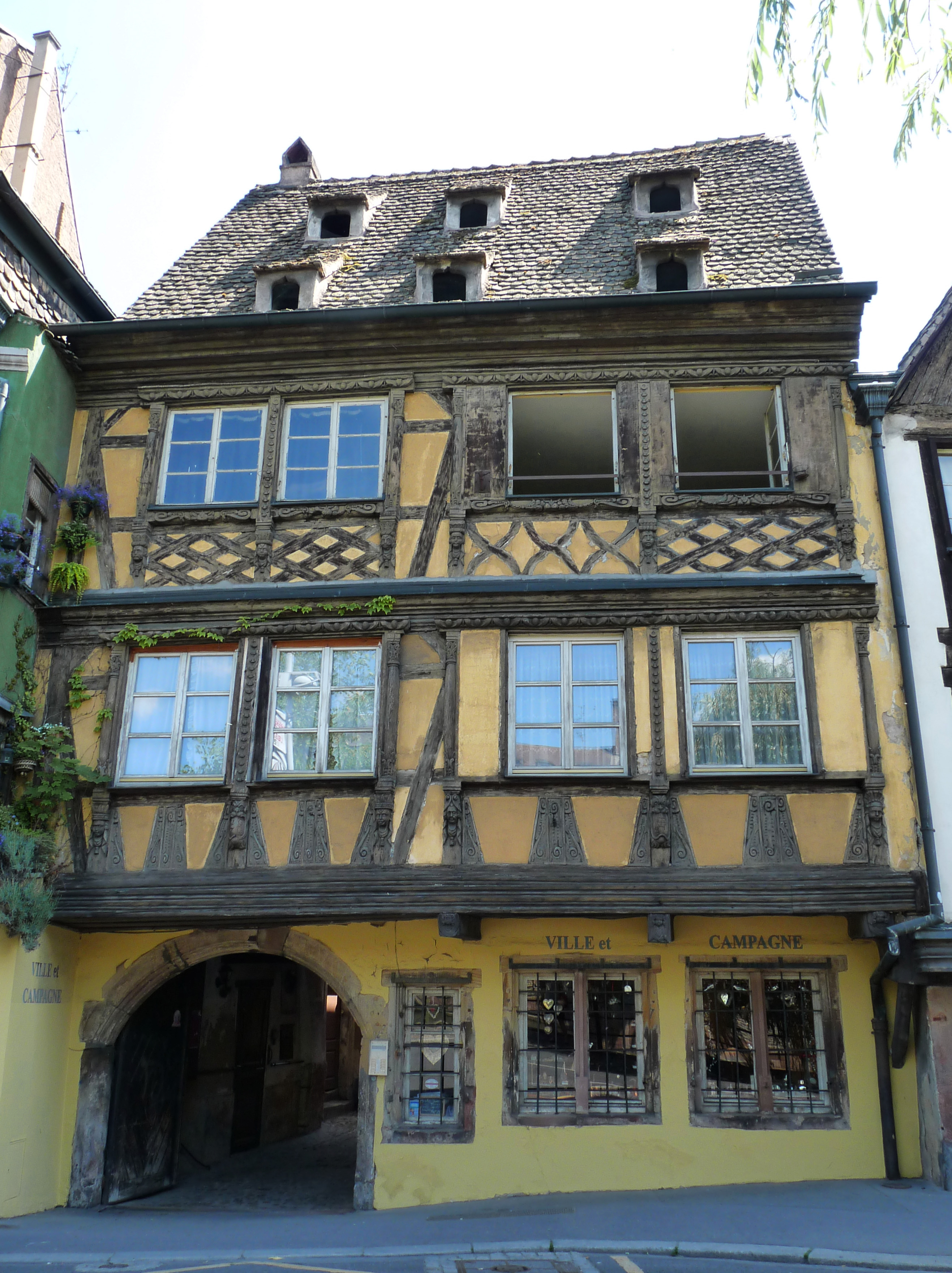
Maison au no 23, Inscrit MH (1937)
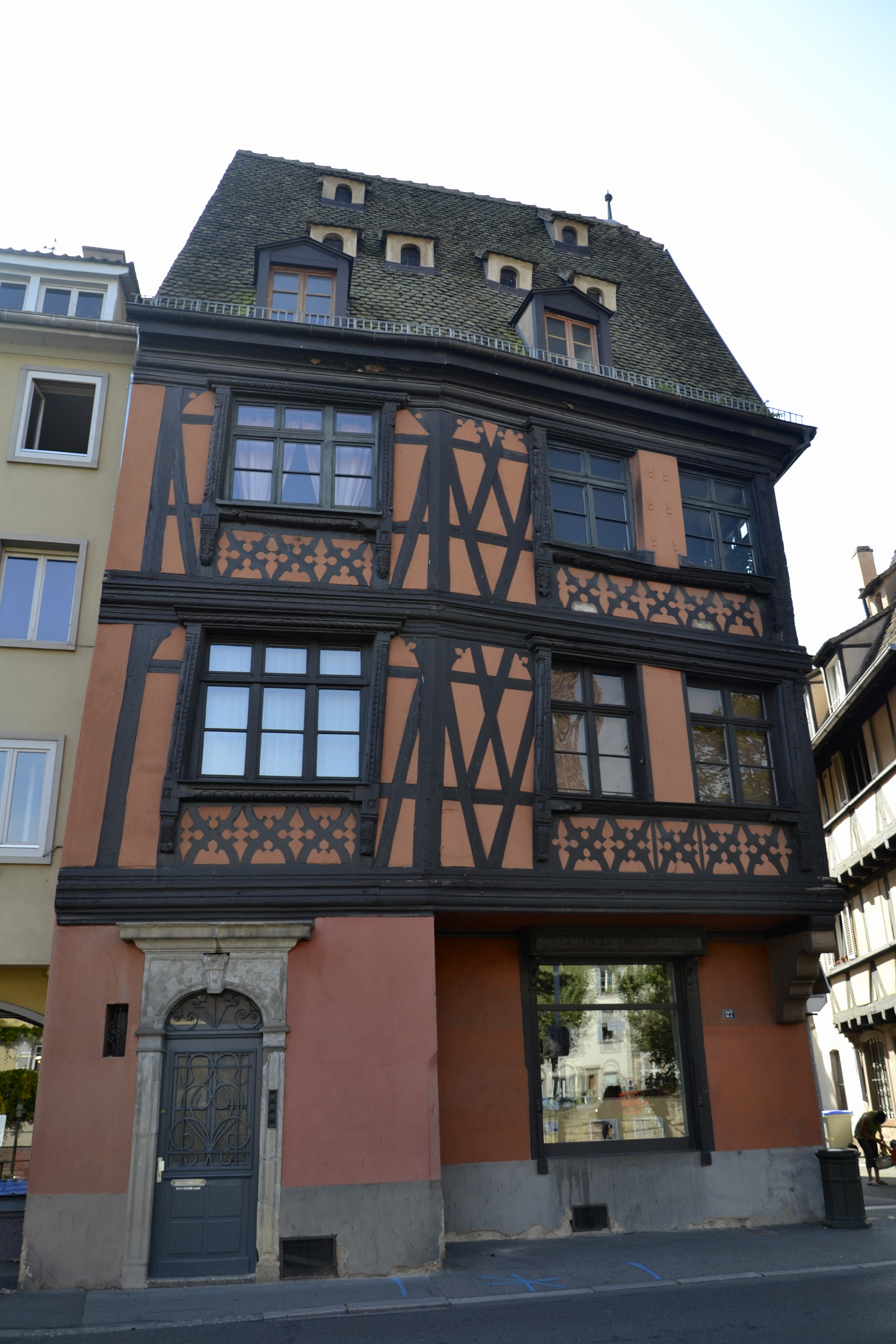
Maison au no 27, Inscrit MH (1937)
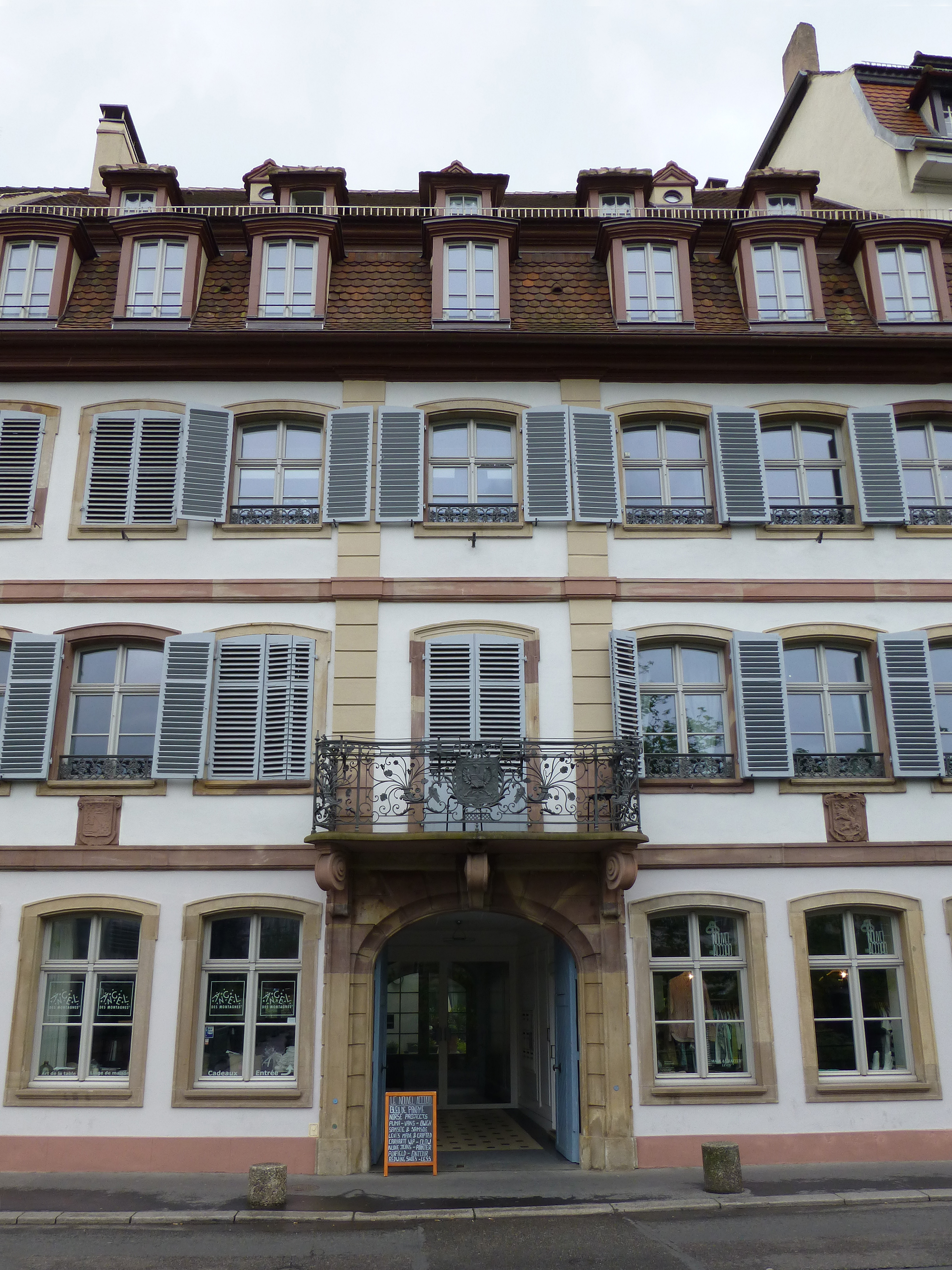
Maison au no 34, Inscrit MH (1937)
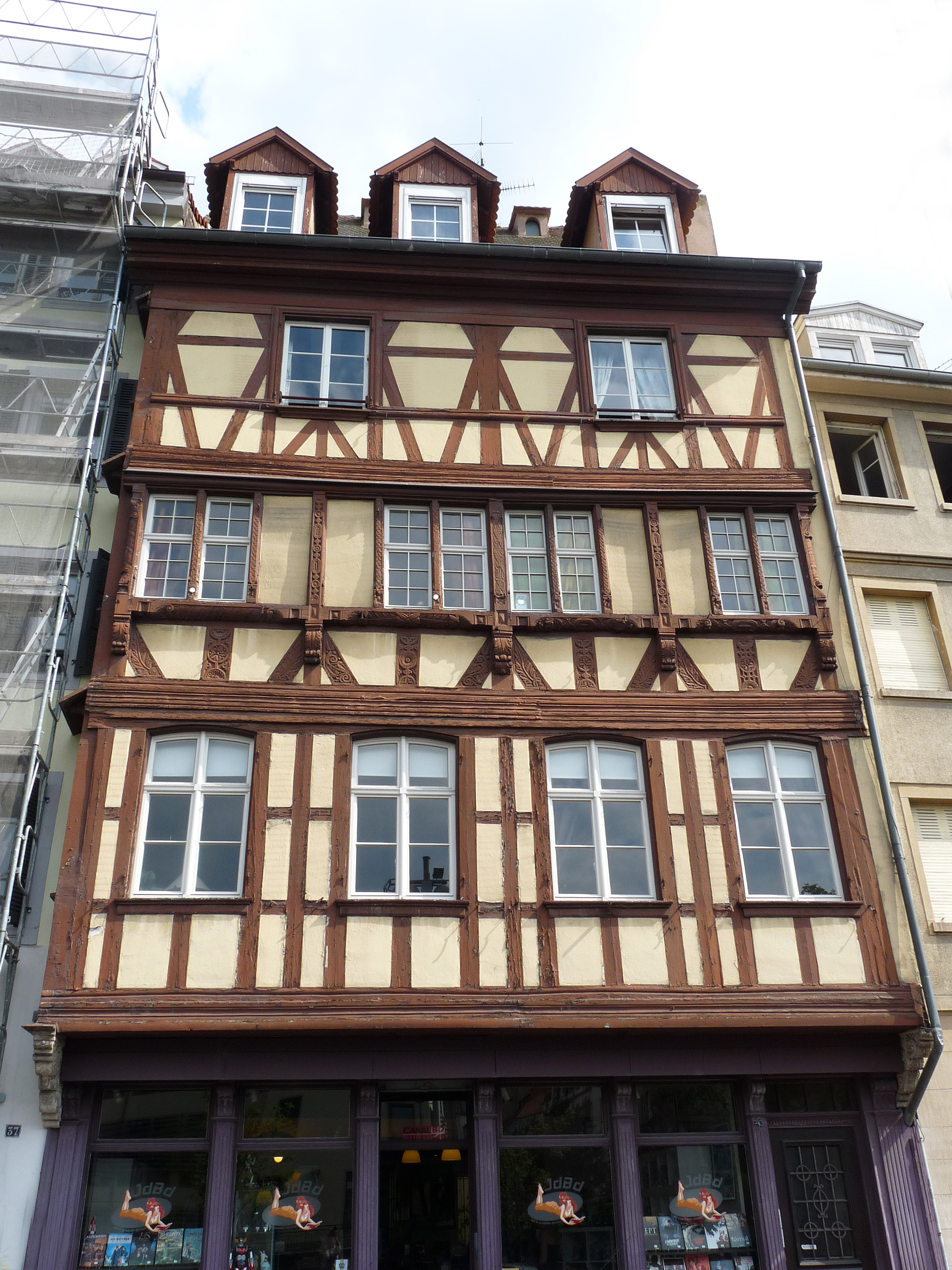
Maison au no 36, Inscrit MH (1937)
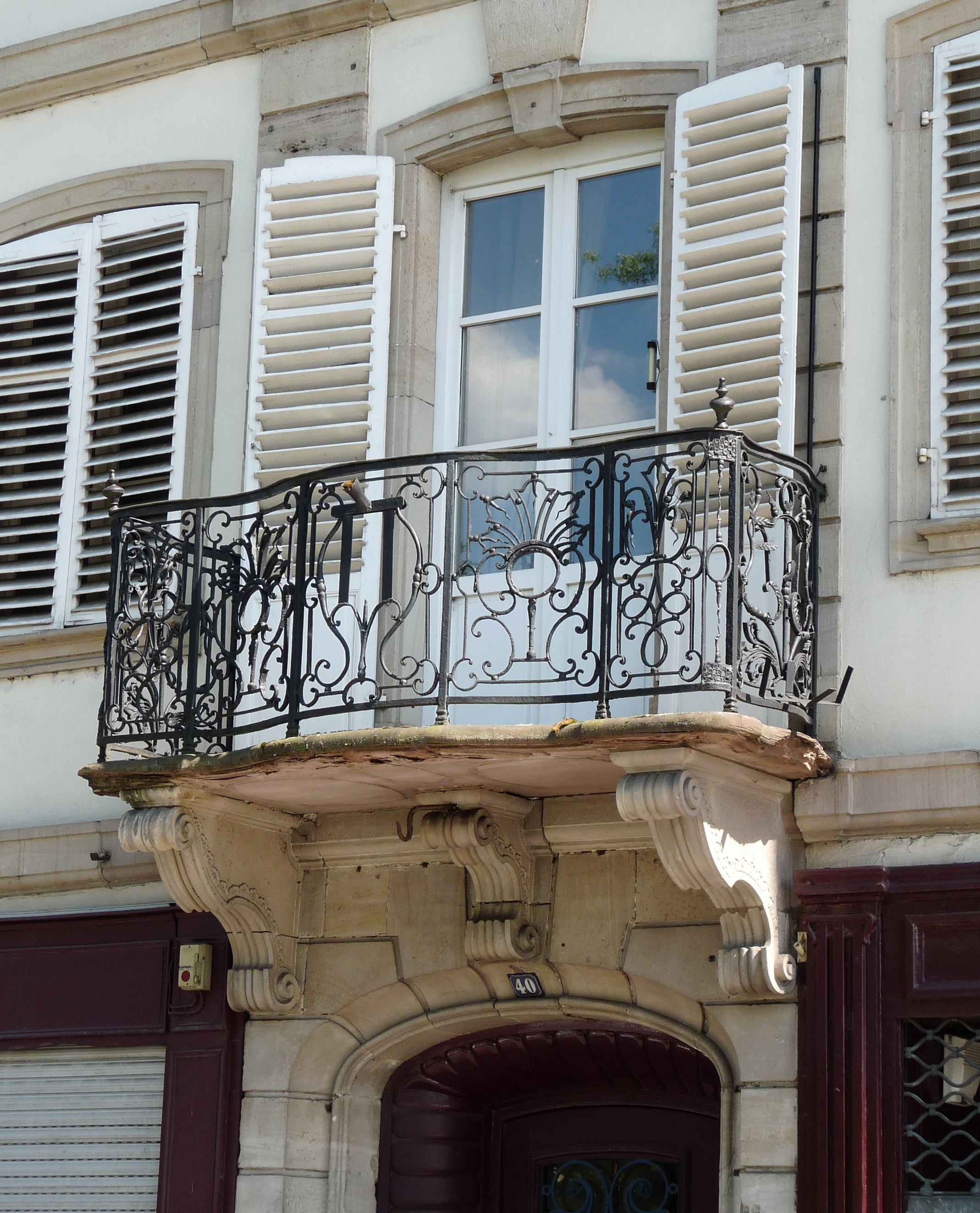
Maison au no 40, Inscrit MH (1937)
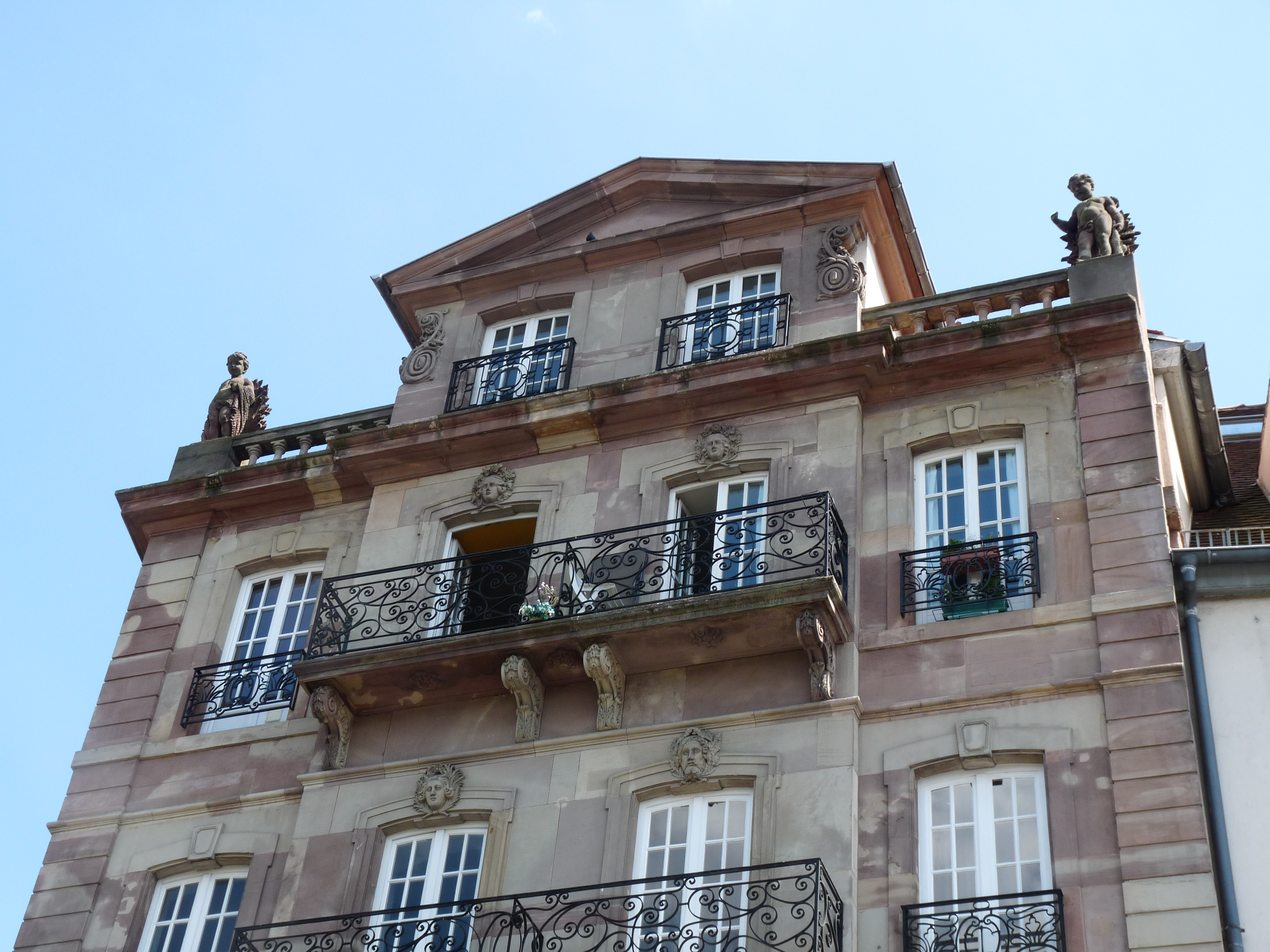
Immeuble au no 8
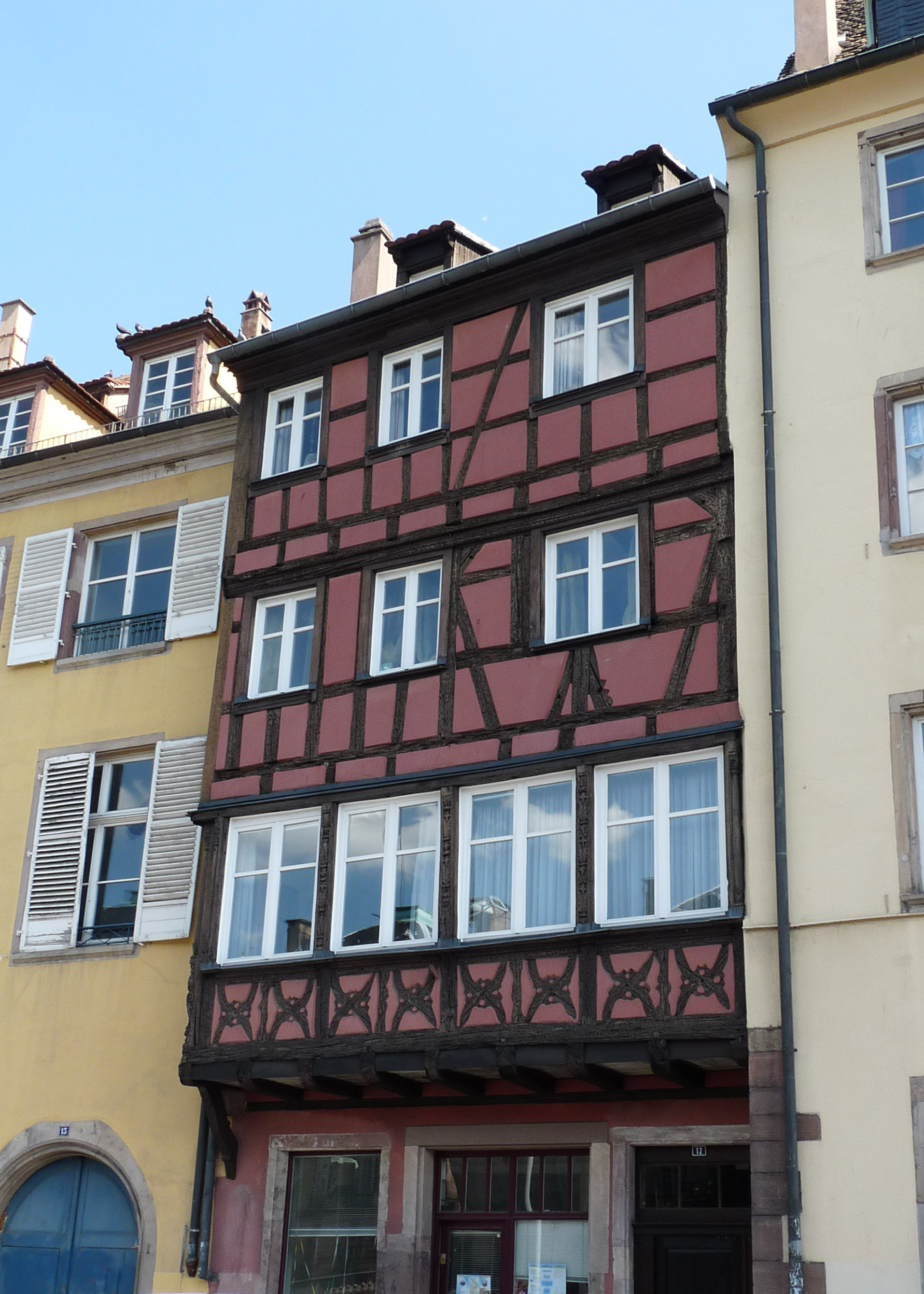
Maison au no 12
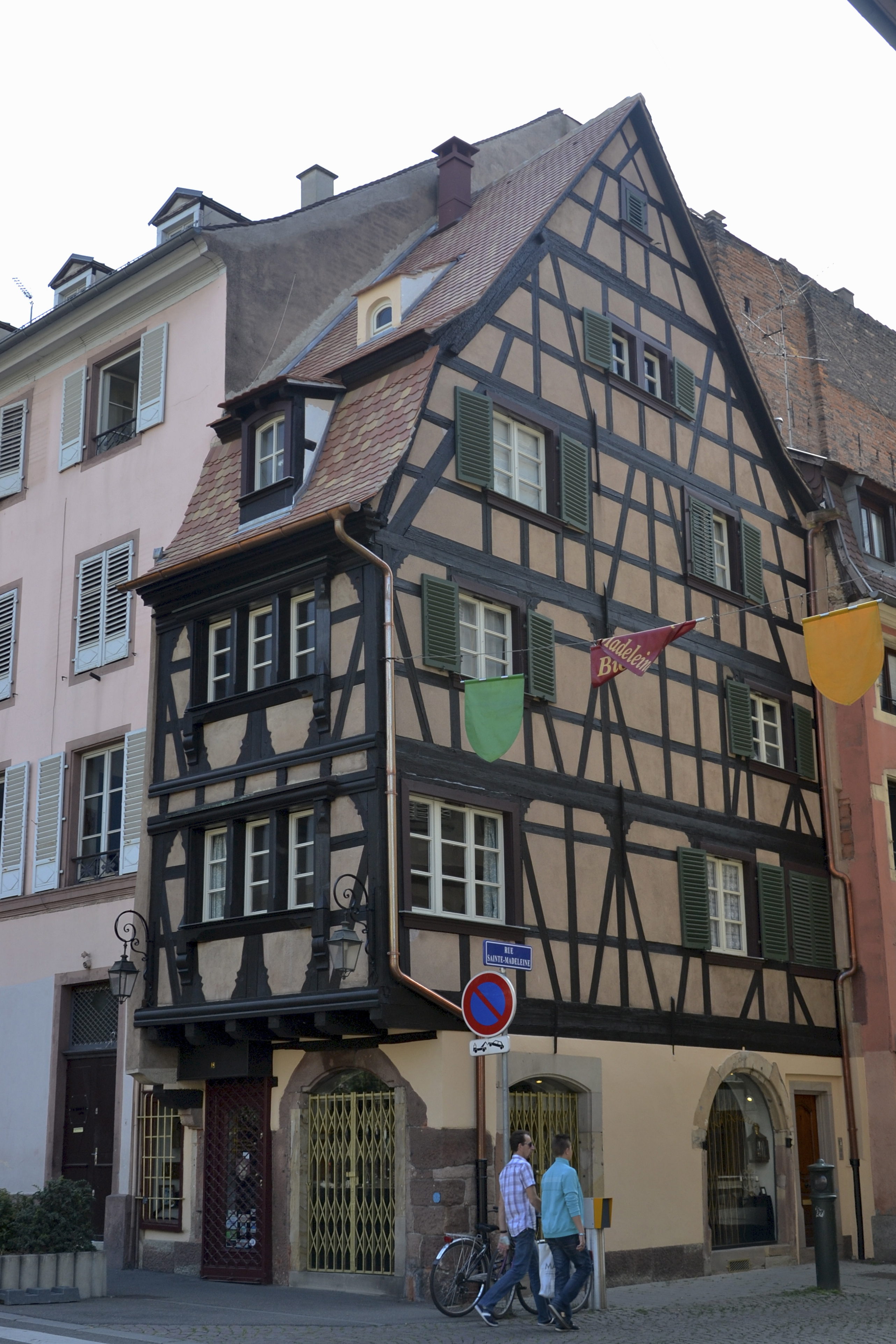
Maison au no 18
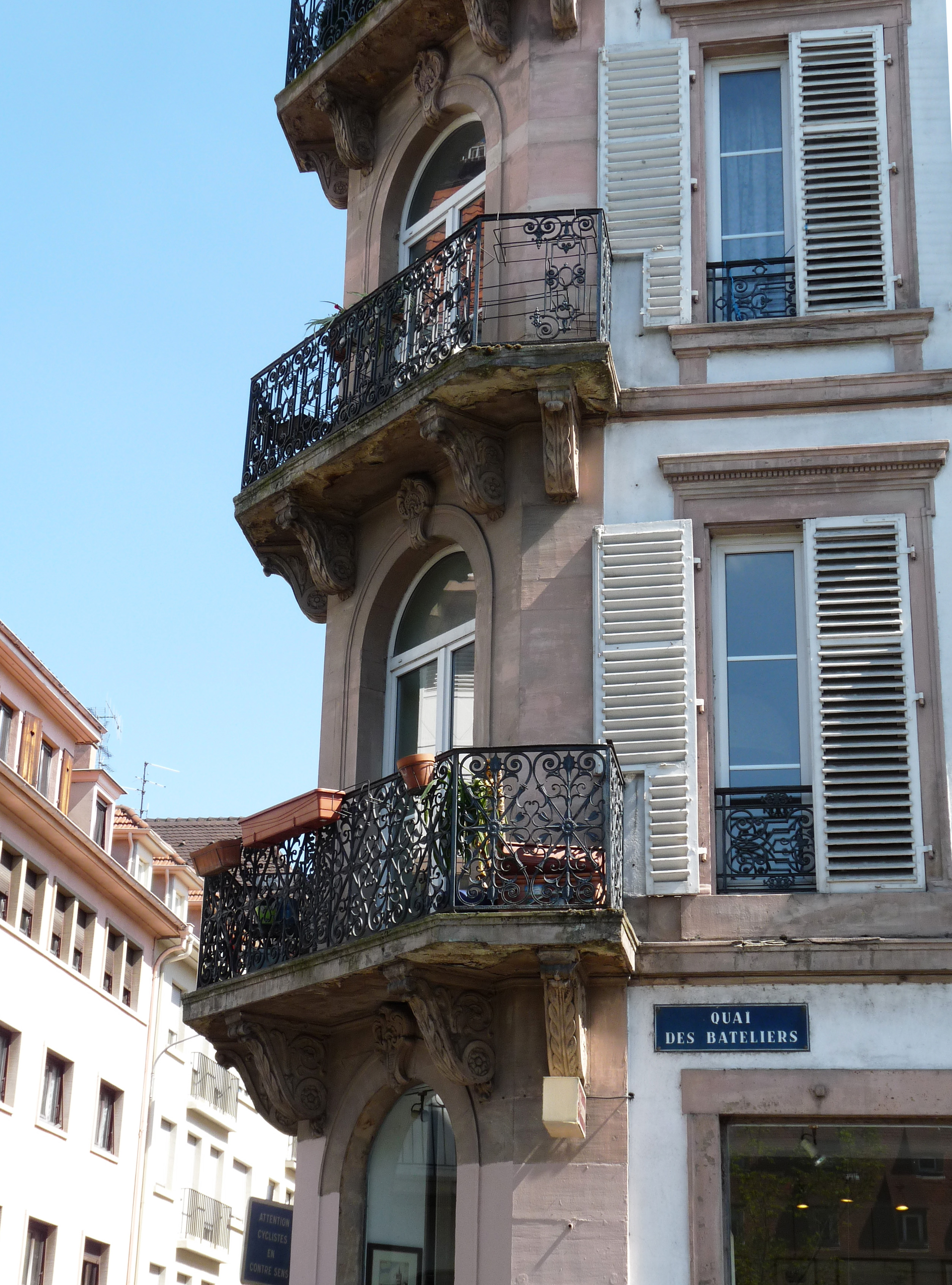
Immeuble au no 31
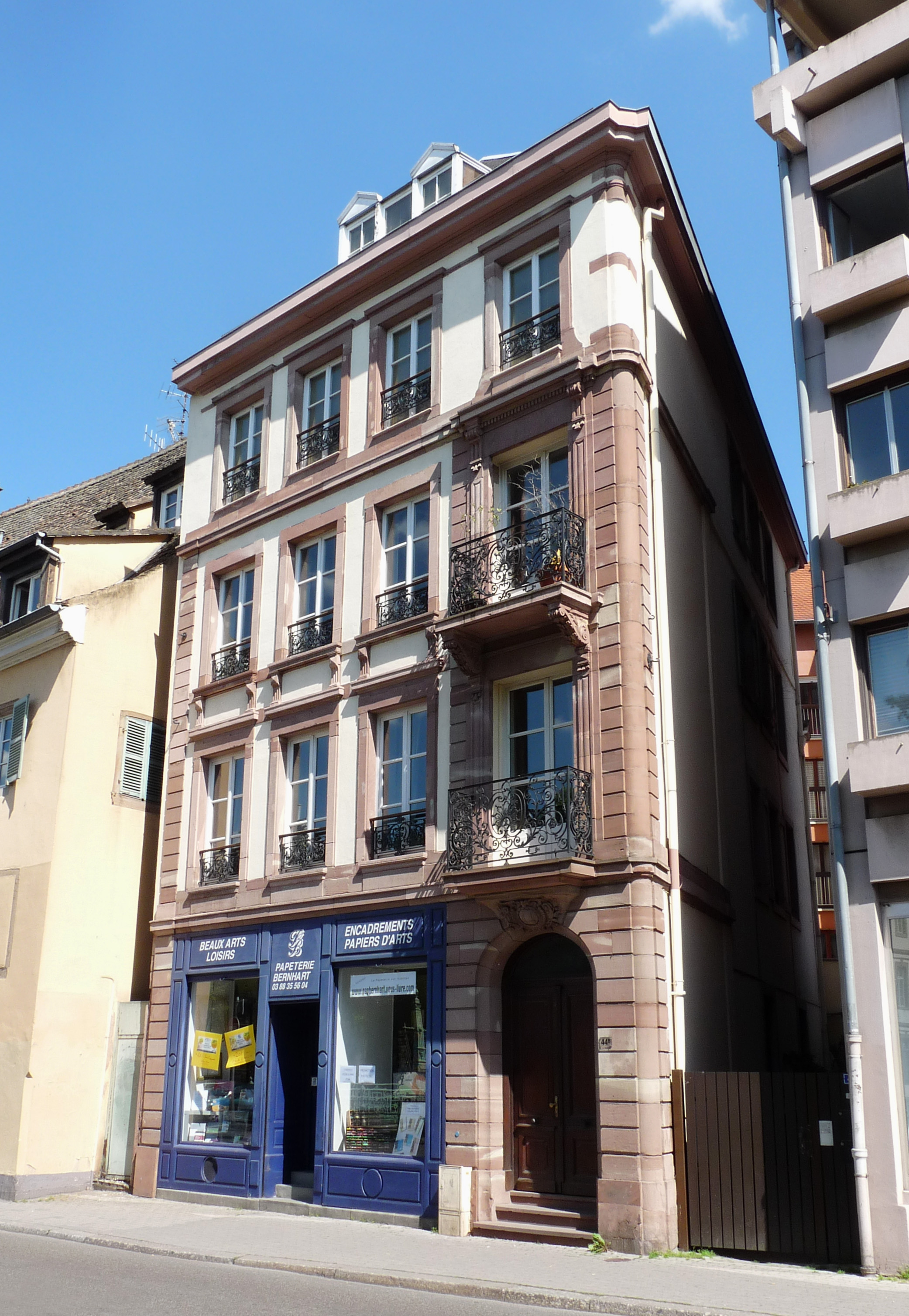
Immeuble au n°44bis

Le peintre Lucien Blumer et l'homme politique Charles Frey vécurent au no 11.
Au no 13 se trouve la maison de l'historien Philippe Jacques Fargès-Méricourt (1776-1843), auteur notamment d'une Description de la ville de Strasbourg, contenant des Notices topographiques et historiques sur l'état ancien et actuel de cette ville, dans laquelle il évoque à plusieurs reprises le quai.
Le futur joaillier Georges Frédéric Strass – qui donna son nom au strass – fit son apprentissage chez Abraham Spach, au no 24.
Abraham Dürninger, commerçant et fondateur des entreprises économiques de l'Église morave, est né au no 34 (d'abord no 10) en 1706. Une plaque à sa mémoire est apposée sur la façade.